# Saxifraga x melzeri
Saxifraga x melzeri es una planta herbácea de la familia de las saxifragáceas.
Es un híbrido compuesto por las especies Saxifraga androsacea y Saxifraga styriaca.

## Taxonomía
Saxifraga x melzeri fue descrita por Köckinger y publicado en Phyton (Horn) 43: 86 2003.
Etimología
Saxifraga: nombre genérico que viene del latín saxum, ("piedra") y frangere, ("romper, quebrar"). Estas plantas se llaman así por su capacidad, según los antiguos, de romper las piedras con sus fuertes raíces. Así lo afirmaba Plinio, por ejemplo.
melzeri: epíteto otorgado en honor del botánico Vaclav Melzer. 